# Роман Сербин
Роман Сербин (англ. Roman Serbyn; нар. 1939, с. Вікторів, нині Галицького району Івано-Франківської області, Україна) — канадський історик і політолог українського походження, професор (професор-емерит з 2002 р.) історії Росії та східноєвропейської історії, Квебецький університет (Монреаль).

## Біографія
Експерт з політики України, нерідко виступає із статтями та коментарями до української історії та сучасних політичних подій. У роки війни його сім'я опинилася в Німеччині, потім у 1948 виїхала до Канади. Найбільшу популярність здобув як дослідник проблеми Голодомору. Одним зі своїх ідейних попередників вважає Ф. Пігідо, до книги якого написав передмову.
Вивчав життя і творчість С.Подолинського, історію суспільно-політичної думки та українсько-єврейських взаємин 19—20 ст., національного питання в СРСР.
1983 організував першу міжнародну конференцію на тему Великого голоду в Україні 1932-33. Редактор щопіврічного наукового часопису «Holodomor Studies» (із 2009).

## Праці
- Roman Serbyn and Bohdan Krawchenko, Famine in Ukraine 1932—1933, 1986, ISBN 0-920862-43-8.
- Роман Сербин, Голод 1921—1923 і українська преса в Канаді, 1992, ISBN 0-9696301-0-7
- Концепція злочину геноциду Рафаеля Лемкіна та його аналіз українського геноциду // Стаття у книзі «Рафаель Лемкін: радянський геноцид в Україні (стаття 28 мовами)» / Міжнародний благодійний Фонд «Україна 3000», в рамках програми «Уроки історії» ; редактор Роман Сербин ; упорядник Олеся Стасюк. — Київ : Майстерня книги, 2009. — 208 сторінок. — ISBN 978-966-2260-15-1 : 85,00.

## Публіцистика
- Роман Сербин стверджує: Голодомор був геноцидом // Галина Кришталь, 11 травня 2018
- Геноцид — це більше, ніж голод — історик Роман Сербин // 25 листопада 2016, Марія Щур
- Про завершення днів пам'яти голодомору в Парижі // Тарас Марусик, 27 листопада 2003
- «Сюжети» // Надія Степула, 21 листопада 2003